# Jankowice (Srokowo)
Jankowice (deutsch Jankenwalde) ist ein Dorf in Polen in der Woiwodschaft Ermland-Masuren und gehört zur Gmina Srokowo (Drengfurth) im Powiat Kętrzyński (Kreis Rastenburg). Zum Schulzenamt Jankowice gehört das Dorf Niedziały (Forsthaus Wenden).

## Geographische Lage
Jankowice liegt etwa 14 Kilometer südlich zur russischen Oblast Kaliningrad (Königsberger Gebiet) und 14 Kilometer nördlich der Kreisstadt Kętrzyn (deutsch Rastenburg). Das Dorf Srokowo, in dem sich der Gemeindesitz befindet, liegt etwa fünf Kilometer nördlich.

## Geschichte

### Ortsgeschichte
Die erste urkundliche Erwähnung Jankenwaldes stammt aus dem Jahr 1409, als der Dorfschulze vom Großmeister des Deutschen Ordens Ulrich von Jungingen eine Unterstützung erhielt. Diese gab es vermutlich auf Grund großer Probleme in der Siedlung.
1785 war Jankenwalde „ein adlig Vorwerk und Dorf mit Mühle und 10 Feuerstellen“. 1874 wurden die Landgemeinde und der Gutsbezirk Jankenwalde in den neu errichteten Amtsbezirk Baumgarten (polnisch Ogródki) eingegliedert, der bis 1945 bestand und zum Kreis Rastenburg im Regierungsbezirk Königsberg der preußischen Provinz Ostpreußen gehörte. Am 15. Juli 1927 wurde der Gutsbezirk Jankenwalde in die Landgemeinde Jankenwalde eingegliedert.
Als 1945 in Kriegsfolge das gesamte südliche Ostpreußen an Polen überstellt wurde, war auch Jankenwalde davon betroffen. Das Dorf erhielt die polnische Namensform „Jankowice“. Der Ort war Sitz eines Schulzenamtes, zu dem 1973 drei Ortschaften gehörten. Heute gehört nur noch Niedziały zum Schulzenamt. Jankowice ist ein Dorf im Verbund der Landgemeinde Srokowo (Drengfurth) im Powiat Kętrzyński (Kreis Rastenburg), bis 1998 der Woiwodschaft Olsztyn, seither der Woiwodschaft Ermland-Masuren zugehörig.

### Einwohnerzahlen
| Jahr | Dorf | Gut | Gesamt |
| ---- | ---- | --- | ------ |
| 1820 | 181  |     | 181    |
| 1885 | 56   | 168 | 234    |
| 1905 | 29   | 83  | 112    |
| 1910 | 38   | 64  | 97     |
| 1933 |      |     | 185    |
| 1939 |      |     | 184    |
| 2011 |      |     | 84     |

## Kirche
Bis 1945 war Jankenwalde in die evangelische Kirche Barten in der Kirchenprovinz Ostpreußen der Kirche der Altpreußischen Union sowie in die katholische St.-Katharinen-Kirche Rastenburg im Bistum Ermland eingepfarrt.
Heute gehört Jankowice zur katholischen Pfarrei Barciany im jetzigen Erzbistum Ermland, außerdem zur evangelischen Kirchengemeinde in Barciany, einer Filialgemeinde der Johanneskirche Kętrzyn in der Diözese Masuren der Evangelisch-Augsburgischen Kirche in Polen.

## Verkehr

### Straße
Jankowice liegt an einer Nebenstraße, die im Süden im Dorf Winda (Wenden) in die Woiwodschaftsstraße 591 (einstige deutsche Reichsstraße 141) mündet und im Nordwesten nach Wikrowo (Wickerau) führt. Von Srokowo an der Woiwodschaftsstraße 650 führt eine Nebenstraße direkt nach Jankowice, ebenso von Szczeciniak (Stettenbruch).

### Schienen
Jankenwalde war bis 1945 eine Bahnstation an der Bahnstrecke Rastenburg–Drengfurth, die von den Rastenburger Kleinbahnen betrieben wurde, in Kriegsfolge nicht reaktiviert wurde. Die nächste Bahnstation heute befindet sich etwa zwölf Kilometer südlich in Kętrzyn.

### Luft
Der nächste internationale Flughafen ist der Flughafen Kaliningrad etwa 90 Kilometer nördlich von Jankowice auf russischem Hoheitsgebiet. Etwa 200 Kilometer westlich liegt der Lech-Wałęsa-Flughafen Danzig, der der nächste internationale Flughafen auf polnischem Staatsgebiet ist.

## Verweise